# Чигвинцев, Артём Владимирович
Артём Владимирович Чигвинцев (род. 12 июня 1982 года, Ижевск, Россия) ― российско-американский профессиональный танцор, специализирующийся на латиноамериканских танцах.

## Карьера
Чигвинцев родился в Ижевске. В 2003 году он переехал в США и начал танцевать с чемпионкой по бальным танцам Жизель Пикок. Чигвинцев прошёл прослушивание в качестве участника первого сезона шоу So You Think You Can Dance. Он выбыл вместе со своей коллегой-конкурсанткой Мелиссой Веллой, но вернулся в качестве приглашенного хореографа на второй сезон.
В 2009 году он снялся в музыкальном клипе на песню «Hush Hush; Hush Hush» группы The Pussycat Dolls. Он также сыграл эпизодическую роль в сериале «Одинокие сердца».
В сентябре 2010 года Чигвинцев принял участие в шоу Strictly Come Dancing в качестве профессионального танцора, где он был партнером актрисы Кары Тойнтон. Пара добилась хороших результатов за первые пять недель. Чигвинцев и Тойнтон вышли в финал вместе с Мэттом Бейкером и Памелой Стивенсон. Пара выиграла соревнование, победив Мэтта Бейкера и его партнершу Алену Вилани и стала чемпионами. Чигвинцев ― один из четырёх профессионалов, выигравших серию в качестве новичка Strictly pro.
В 9 сезоне шоу Strictly Come Dancing партнершей Чигвинцева была Холли Вэлэнс. Они добрались до 11-й недели, полуфинала, прежде чем выбыли.
Звездной партнершей Чигвинцева в 10 сезоне шоу Strictly Come Dancing была телеведущая Ферн Бриттон. Они выбыли на 6-й неделе.
Его звездной партнершей в одиннадцатом сезоне шоу была актриса Натали Гумеде. Они дошли до финала и стали одними из занявших второе место вместе с Сюзанной Рид и Кевином Клифтоном.
В 2014 году, после участия в 11 сезоне Strictly Come Dancing, Чигвинцев появился в 18 сезоне «Танцы со звёздами» в качестве члена танцевальной труппы. Позже в том же году было объявлено, что он был повышен до профессионального танцора на 19 сезон шоу, что ознаменовало его уход из Strictly Come Dancing.
В 19 сезоне он танцевал в паре с актрисой Леа Томпсон. Пара выбыла на 9-й неделе и финишировала на шестом месте.
Он вернулся в 20 сезоне в паре с отмеченной наградами певицей Патти Лабелль. Пара выбыла на 6 неделе и финишировала на восьмом месте.
19 августа 2015 года Чигвинцев был объявлен одним из профессиональных танцоров 21 сезона шоу «Танцы со звездами». Позже выяснилось, что бывшая холостячка Кейтлин Бристоу должна была соревноваться вместе с ним в том сезоне, но ей помешал продюсер «Холостяка» Майк Флейсс. Бристоу станет партнером Артема пять лет спустя (2020 год) в 29 сезоне.
В течение 24 сезона он был в паре с бывшей фигуристкой Нэнси Керриган. 1 мая 2017 года Керриган и Чигвинцев выбыли.
Чигвинцев вернулся в 22 сезон в партнерстве с актрисой Мишей Бартон. Они выбыли на 3 неделе соревнований и финишировали на 11-м месте.
В 2020 году он появился в качестве гостя в эпизоде американского реалити-шоу «Семейство Кардашьян», в котором учил Крис Дженнер и её бойфренда бальным танцам.

## Личная жизнь
С 2004 по 2005 год Чигвинцев был женат на своей партнерше по танцам Жизель Пикок. С 2006 по 2008 год он встречался с Кэрри Энн Инабой. По состоянию на ноябрь 2019 года он помолвлен со звездой Total Bellas и бывшей рестлершей, Никки Беллой, которая была его звездной партнершей в 25 сезоне «Танцев со звездами». 29 января 2020 года Никки и Артём объявили, что ждут своего первого ребёнка. 31 июля 2020 года Белла родила сына Маттео.
Артема арестовали за домашнее насилие в 2024 году.